# Polyscias repanda
Polyscias repanda là một loài thực vật có hoa trong Họ Cuồng cuồng. Loài này được (DC.) Baker miêu tả khoa học đầu tiên năm 1877.